# ثقفی
واژه ایست که معنای آن  دانا و استاد در حرب و طعن و ضرب است، و نیز نام قبیله ثقیف در شبه جزیره عربستان بوده.  نقش صفتی آن به صورت نام فامیل یا کنیه اشخاص کاربرد دارد.
- خلیل ثقفی، پزشک و سیاستمدار دوره قاجار
- مختار ثقفی، رهبر سومین قیام بعد از حادثهٔ عاشورا بود
- ابراهیم ثقفی، تاریخ‌نگار، فقیه شیعه و نویسندهٔ عراقی
- مراد ثقفی، روزنامه‌نگار، پژوهشگر مسائل سیاسی
- خدیجه ثقفی، همسر سید روح‌الله خمینی
- علی ثقفی، بنیان‌گذار و نخستین رئیس انجمن حسابداری ایران
- ابوعبید ثقفی، پدر مختار ثقفی
- علی‌اکبر ثقفی، کارگردان، نویسنده، طراح صحنه
- حارث بن کلده ثقفی، پزشک، شاعر، موسیقی‌دان اهل مکه
- محمد بن قاسم ثقفی، سردار اموی، فاتح و والی سند
- سعد بن مسعود ثقفی، از قبیله ثقیف، عموی مختار ثقفی
- یوسف بن عمر ثقفی، پسرعموی حجاج بن یوسف، والیِ اُموی